# Bureau des statistiques du Bangladesh
Pour les articles homonymes, voir BBS.
Le Bureau des statistiques du Bangladesh, (bengali : বাংলাদেশ পরিসংখ্যান ব্যুরো), abrégé de l'anglais BBS, est le service officiel des statistiques au Bangladesh, créé au lendemain de l'indépendance, en 1974, en fusionnant les quatre instituts de statistiques : Bureau des statistiques, Bureau des statistiques agricoles, Commission du recensement agricole et Commission du recensement de la population.
Entre autres responsabilités, le BBS est chargé du recensement qui a lieu tous les dix ans (1974, 1981, 1991, 2001, 2011).
Le Bureau des statistiques du Bangladesh a son siège à Dhaka. En 2019, il compte 8 bureaux de statistique divisionnaires, 64 bureaux de statistique de district et 489 bureaux d'Upazila/Thana.

## Publications sur Internet
Le Bureau propose un grand nombre de rapports statistiques à télécharger, dont voici une sélection :
- District Statistics – Publications sur les districts du Bangladesh.
- Statistical Bulletin – Statistiques périodiques (généralement bimestrielles).
- Statistical Yearbook – Annuaires statistiques du Bangladesh.
- Bangladesh Statistics – Statistiques annuelles succinctes sur le Bangladesh.